# Руђет (Вранча)
Руђет (рум. Ruget) насеље је у Румунији у округу Вранча у општини Видра. Oпштина се налази на надморској висини од 319 m.

## Становништво
Према подацима из 2002. године у насељу је живело 264 становника, од којих су сви румунске националности.